# Un espía y medio
Un Espía y medio (en inglés Central Intelligence)  es una película de comedia de acción de amigos estadounidense de 2016 dirigida por Rawson Marshall Thurber y escrita por Thurber, Ike Barinholtz y David Stassen. La película está protagonizada por Dwayne Johnson y Kevin Hart como dos viejos compañeros de secundaria que huyen después de que uno de ellos se une a la CIA para salvar al mundo de un terrorista que pretende vender códigos satelitales.
La película se estrenó en Los Ángeles el 10 de junio de 2016 y se estrenó en cines en los Estados Unidos el 17 de junio de 2016. Central Intelligence recibió elogios de la crítica por las actuaciones de Johnson y Hart, pero también críticas por el guion, y recaudó 217 millones de dólares en todo el mundo frente a sus 50 millones de presupuesto. 

## Argumento
En 1996, el atleta estrella Calvin "The Golden Jet" Joyner fue honrado en su escuela secundaria. A mitad de su discurso, un grupo de matones liderados por Trevor Olson arroja desnudo al nerd con obesidad mórbida Robbie Weirdicht (que se estaba duchando y bailando alegremente una canción de radio en el vestuario) al gimnasio y en medio de la asamblea escolar . Todos empiezan a reír excepto Joyner y su novia, Maggie Johnson, quienes son los únicos que simpatizan con Weirdicht; el primero incluso llegó a cubrirlo rápidamente con su chaqueta universitaria en un momento de compasión. Le agradece a Joyner y huye avergonzado.
20 años después, Joyner está casado con Maggie y trabaja como contador forense, pero no está satisfecho con su carrera. Ella sugiere que consulten a un terapeuta para salvar su matrimonio en deterioro. En el trabajo, Joyner recibe una solicitud de amistad en Facebook de un tal "Bob Stone", que lo invita a encontrarse en un bar. Stone se revela como Weirdicht. Joyner se sorprende al ver que se ha transformado de un nerd con obesidad mórbida a un hombre musculoso, en forma y seguro de sí mismo con avanzadas habilidades de combate cuerpo a cuerpo .
Stone le pide a Joyner que revise algunas transacciones en línea y descubre una subasta multimillonaria con postores de países radicales, cuyas ofertas finales concluirán al día siguiente. Stone evita las preguntas de Joyner y duerme en su sofá. A la mañana siguiente, un equipo de agentes de la CIA liderados por Pamela Harris llega a Joyner's en busca de Stone, quien ya desapareció. Harris le dice a Joyner que es un peligroso agente rebelde que asesinó a su ex socio, Phil Stanton.
Harris le dice a Joyner que Stone tiene la intención de vender códigos de satélite al mejor postor. Poco después, Stone lo secuestra y le explica que está tratando de evitar que el criminal Black Badger venda los códigos, pero que necesita las habilidades de Joyner para localizar el lugar de reunión. Después de un ataque de un cazarrecompensas, Joyner huye y llama a Maggie y le dice que se reúna con él en la oficina del consejero matrimonial . Harris lo intercepta y le dice que Stone es el Tejón Negro. Ella le advierte que no le diga a Maggie y le da un dispositivo para alertarlos sobre la ubicación de Stone.
Joyner se encuentra con Maggie para su sesión de asesoramiento matrimonial, donde Stone se hace pasar por el consejero. Stone convence a Joyner para que lo ayude, por lo que programa una reunión con Olson, quien puede rastrear la cuenta en el extranjero de la subasta para obtener la ubicación del acuerdo. Olson se disculpa por intimidar a Stone, pero fabrica su disculpa antes de volver a enfadarse con él. Harris llama a Joyner y amenaza con arrestar a Maggie si no los ayuda a detener a Stone. Joyner lo traiciona a regañadientes y la CIA lo arresta.
Mientras Harris tortura a Stone para conseguir su confesión, Joyner lo ayuda a escapar. Joyner descubre que el trato se está llevando a cabo en un estacionamiento subterráneo de Boston y ayuda a Stone a robar un avión. Stone entra solo, mientras Joyner observa a Harris entrar poco tiempo después. Asumiendo que ella es el Tejón Negro, él corre tras ella, solo para encontrar a Stone reuniéndose con el comprador y afirmando ser el Tejón Negro. Stone dispara a Joyner, rozándole el cuello, para mantenerlo a salvo. Stanton llega, después de haber fingido su muerte, y se revela como el Tejón Negro.
Estalla una pelea y Stanton revela su plan para incriminar a Stone por el crimen. Stone lo mata arrancándole la garganta. Joyner y él llegan a su vigésima reunión de estudiantes de secundaria. Al llegar, Joyner se reconcilia con Maggie y promete mejorar su matrimonio. Se anuncia que el nuevo rey del baile será Stone; Joyner le revela a Maggie que pirateó el sistema de votación de la escuela para que esto sucediera. Olson aparece para intimidar a Stone nuevamente, pero finalmente se defiende y lo golpea hasta dejarlo inconsciente.
En el discurso de aceptación de Stone, revela que es Weirdicht, cita la importancia de superar los obstáculos y elogia a Joyner como su mejor amigo. Luego revive su incidente más vergonzoso en sus propios términos desnudándose. Stone luego se encuentra con su amor platónico de la escuela secundaria, Darla McGuchian, con quien procede a besarse y bailar.
Algún tiempo después, Maggie ahora está embarazada y Joyner se unió a Stone en la CIA. Como regalo por su primer día de trabajo, Stone le devuelve la chaqueta universitaria a Joyner.

## Reparto
- Dwayne Johnson como Bob Stone / Robbie Weirdicht: un estudiante de secundaria que anteriormente fue acosado, con obesidad mórbida, sin amigos y socialmente incómodo, convertido en un corpulento agente de la CIA y combatiente cuerpo a cuerpo que es un fanático del cine obsesionado con Sixteen Candles y Road House .
  - Sione Kelepi como el joven Robbie Weirdicht (doble de cuerpo)
- Kevin Hart como Calvin "Golden Jet" Joyner: un ex atleta estrella popular que fue a la escuela secundaria con Robbie y que ahora trabaja como contador.
- Amy Ryan como la agente Pamela Harris: una agente de la CIA que sospecha que Bob es un agente rebelde.
- Aaron Paul como Philip "Phil" Stanton: el ex socio de Bob, que se cree que está muerto después de aparentemente morir en acción.
- Danielle Nicolet como Maggie Joyner: la novia de la secundaria de Calvin ahora convertida en esposa.
- Timothy John Smith como el agente Nicholas "Nick" Cooper.
- Megan Park como Lexi, la camarera del bar.
- Thomas Kretschmann como comprador: un hombre que quiere comprar códigos de satélite estadounidenses.
- Jason Bateman como Trevor Olson: un ex estudiante de secundaria que acosó a Robbie en el pasado.
  - Dylan Boyack como el joven Trevor
- Melissa McCarthy como Darla McGuchian (sin acreditar): la ex enamorada de Robbie en la escuela secundaria.
- Kumail Nanjiani como Jared: el guardia de seguridad del aeropuerto.
- Ryan Hansen como Steve

## Producción

### Desarrollo
Universal Pictures dio luz verde al guion en 2010, y Thurber fue seleccionado para dirigir y comenzó a escribir el guion junto con Ike Barinholtz y David Stassen. Antes de que comenzara la producción, Thurber convenció a New Line Cinema para que comprara el guion y el estudio se convirtió en el distribuidor nacional de la película a través de Warner Bros. Ese año, Dwayne Johnson fue elegido junto a Kevin Hart.

### Filmación
La fotografía principal comenzó el 6 de mayo de 2015 y tuvo lugar en Atlanta, Georgia, y en varias ubicaciones de Massachusetts, incluidas Boston,   Burlington,  Lynn, Middleton,  Winchester y Quincy . La fotografía principal finalizó en julio de 2015. Para promocionar la película, Johnson y Hart tuvieron una guerra de Instagram entre sí en el set. 

## Estreno

### Teatral
La película se estrenó en el Regency Village Theatre el 10 de junio de 2016.  Warner Bros. se encargó de la distribución en los Estados Unidos, donde la película se estrenó el 17 de junio de 2016, mientras que Universal cubrió la distribución global, ya que la película se estrenó entre junio y julio de 2016.

### Medios domésticos
Central Intelligence se lanzó en Digital HD el 13 de septiembre de 2016, antes de ser lanzado en DVD, Blu-ray y 4K Ultra HD el 27 de septiembre de 2016. 

## Recepción

### Taquillas
Central Intelligence recaudó 127,4 millones de dólares en Norteamérica y 89,5 millones de dólares en otros territorios para un total mundial de $217 millones, frente a un presupuesto de 50 millónes de dólares.  Deadline Hollywood calculó el beneficio neto de la película en 52 millones de dólares, al sumar todos los gastos e ingresos de la película. 
Central Intelligence se inauguró el 17 de junio de 2016, junto con Buscando a Dory, y se proyectaba que recaudaría alrededor de 30 millones de dólares en 3.508 salas en su primer fin de semana.  La película recaudó 1,8 millones de dólares en sus avances del jueves y $ 13 millones de dólares en su primer día.  La película recaudó 35,5 millones de dólares, terminando segundo en taquilla detrás de su compañero recién llegado Buscando a Dory ($135,1 millónes). 

### respuesta crítica
En Rotten Tomatoes, la película tiene un índice de aprobación del 71% basado en 184 reseñas con una calificación promedio de 5,76/10.  El consenso crítico del sitio dice: "Kevin Hart y Dwayne Johnson son cómics bien combinados, lo que ayuda a Central Intelligence a superar un guión que se basa en su considerable química".  En Metacritic, la película tiene una puntuación promedio ponderada de 52 sobre 100 basada en 35 críticas, lo que indica "críticas mixtas o promedio".  El público encuestado por CinemaScore le dio a la película una calificación promedio de "A-" en una escala de A+ a F, mientras que PostTrak informó que los espectadores le dieron una puntuación positiva general del 75% y una "recomendación definitiva" del 55%. 
Peter Travers de Rolling Stone le dio a la película dos de cuatro estrellas y escribió: "Si esperas que los hilos de la historia sean coherentes, estás en el multiplex equivocado. La Inteligencia Central siempre toma el camino perezoso. Sigues el camino hacia el final". porque Hart y Johnson prometen algo que no pueden cumplir: una película tan divertida como ellos".  Ignatiy Vishnevetsky de The AV Club criticó la película como una "farsa caótica de alto concepto que también sirve como advertencia sobre dónde salen mal las comedias de estudio", y escribió: "En lugares tan indiferentes y autoindulgentes como cualquier comedia de los últimos días". En la producción de Adam Sandler ..., [ Inteligencia ] cambia de un ritmo vertiginoso a un exceso incoherente en cualquier momento, sin ningún modo intermedio".  Keith Phipps de Uproxx le dio a la película una crítica positiva y dijo: "Todo se suma al tipo de comedia alegre y poco exigente que encaja muy bien en los meses de verano y se reproduce maravillosamente en interminables repeticiones por cable". 

### Reconocimientos
| Otorgar                          | Categoría                                   | Destinatario(s)             | Resultado | Referencia(s) |
| -------------------------------- | ------------------------------------------- | --------------------------- | --------- | ------------- |
| Premios de la crítica            | Mejor Comedia                               | Central Intelligence        | Nominado  | [ 18 ]        |
| Premios de la crítica            | Mejor actor de comedia                      | Dwayne Johnson              | Nominado  | [ 18 ]        |
| Premios Tráiler de Oro           | Mejor Comedia                               | "Tráiler 1"                 | Nominado  | [ 19 ]        |
| Premios Tráiler de Oro           | Mejor cartel de comedia                     | "Gran adelanto de Johnson"  | Nominado  | [ 19 ]        |
| Premios Nickelodeon Kids' Choice | BFF favoritos (Mejores amigos para siempre) | Dwayne Johnson y Kevin Hart | Ganador   | [ 20 ]        |
| Premios elegidos por la gente    | Película cómica favorita                    | Central Intelligence        | Nominado  | [ 21 ]        |
| Premios elegidos por la gente    | Actor de película de comedia favorito       | Kevin Hart                  | Ganador   | [ 21 ]        |
| Premios elegidos por la gente    | Actor de película de comedia favorito       | Dwayne Johnson              | Nominado  | [ 21 ]        |
| Premios Teen Choice              | Película de verano elegida                  | Central Intelligence        | Nominado  |               |
| Premios Teen Choice              | Elección de actor de cine de verano         | Kevin Hart                  | Ganador   |               |
| Premios Teen Choice              | Elección de actor de cine de verano         | Dwayne Johnson              | Nominado  |               |

## Futuro
En noviembre de 2021, el escritor y director Rawson Marshall Thurber declaró que se había estado desarrollando una secuela, antes de retrasarse a favor de la colaboración entre Johnson y Hart en las secuelas de Jumanji . 